# Eucalyptus decurva
Eucalyptus decurva är en myrtenväxtart som beskrevs av Ferdinand von Mueller. Eucalyptus decurva ingår i släktet Eucalyptus och familjen myrtenväxter. Inga underarter finns listade i Catalogue of Life.